# Amfiarau
En la mitologia grega, Amfiarau o Amfiareu (en grec antic, Ἀμφιάρᾱος Amphiáraos o Ἀμφιάρεως Amphiáreōs “el doblement maleït” en llatí, Amphiarāus), era fill d'Ecles (Οἰκλῆς, llatí Oecleus) -d'on li ve el seu epítet, l'Eclida- i d'Hipermnestra (Ὑπερμνήστρα), filla de Testi. Va succeir son pare com a rei d'Argos, i es va casar amb l'Erifile (Ἐριφύλη, Eriphȳle). Zeus i Apol·lo el van afavorir, i Zeus li va concedir el do de la profecia.
La seva esposa, que havia estat subornada amb el collaret d'Harmonia per Polinices (Πολυνείκης), el va convèncer perquè participés en l'expedició dels set Cabdills contra Tebes, tot i que ell sabia que, si ho feia, hi moriria. Abans de partir, va demanar als seus fills Alcmeó i Amfíloc que vengessin la seva mort. De camí cap a la batalla, sovint va advertir els altres guerrers que l'expedició fracassaria, i culpava Tideu (Τυδεύς) per haver-la impulsada. Mentre anaven a Tebes van passar per Nemea, i els herois, assedegats, van demanar aigua a Hipsípile, l'esclava encarregada de la custodia d'Ofeltes, fill del rei del país. Per satisfer-los, la noia va deixar un moment sol al nen i els indicà la font. Però un oracle havia ordenat que no es deixés mai en noi a terra abans que pogués caminar. Una serp que guardava la font es va llançar contra la criatura i l'ofegà. Amfiarau explicà el significat d'aquell presagi, dient que l'expedició fracassaria i els herois moririen.
Davant de les set portes de Tebes van tenir lloc els combats i Amfiarau va tenir un paper destacat. Tideu, un "dels set" havia caigut ferit al ventre per Melanip (Μελάνιππος), i Amfiarau va anar a venjar-lo matant Melanip, li va tallar el cap i el va portar ensangonat a Tideu, que el va obrir i es va menjar el cervell. Atena, que volia concedir la immortalitat a Tideu, davant d'aquest fet s'horroritzà i va renunciar al seu propòsit.
Però Amfiarau no va ser capaç de fer front a Periclimen (Περικλύμενος). Quan Periclimen, el fill de Posidó, el perseguia per matar-lo, Zeus va llançar un llamp que va obrir la terra, i Amfiarau, el seu carro i els seus cavalls, i el seu auriga, Bató, desaparegueren per l'esvoranc. En temps de Pausànias s'ensenyava el lloc on havia desaparegut l'heroi, a Potnies. Zeus li va concedir la immortalitat i Amfiarau va seguir pronunciant els seus oracles a la ciutat costanera d'Oropos (Ὠρωπός), a l'Àtica on era venerat com un heroi sanador.
El seu fill Alcmeó (Ἀλκμαίων) va venjar-ne la mort matant sa mare, i per aquest crim de parricidi va ser perseguit per les erínies (Ἐρινύες).